# Pyrops buomvoi
Pyrops buomvoi — вид напівтвердокрилих комах родини ліхтарниць (Fulgoridae). Описаний у 2022 році.

## Назва
Видова назва buomvoi з в'єтнамської мови перекладається як «метелик-слон» і відновиться до подовженого головного відростка комахи.

## Поширення
Ендемік В'єтнаму. Поширений у провінції Ніньтхуан.

## Опис
Задні крила молочно-білі з верхівкою та ділянкою вздовж швів чорно-коричневого кольору, з коричневою ділянкою блідішою та вужчою до базошовного кута; головний відросток подовжений і дуже тонкий, помірно вигнутий спинний відділ; голова жовта з червонуватими спинкою та боками головного відростка; надкришка з трьома неправильними жовтими смугами на базальній половині, з яких дві дистальні сформовані з рядів подовжених міток.